# Niedersommeri
Niedersommeri ist eine ehemalige Ortsgemeinde und eine Siedlung der Gemeinde Sommeri des Bezirks Arbon des Kantons Thurgau in der Schweiz. Das Pfarrdorf bildete ab 1798 mit der ehemaligen Ortsgemeinde Obersommeri die Munizipalgemeinde Sommeri. Am 1. Januar 1967 fusionierte Niedersommeri zur Einheitsgemeinde Sommeri.

## Geschichte

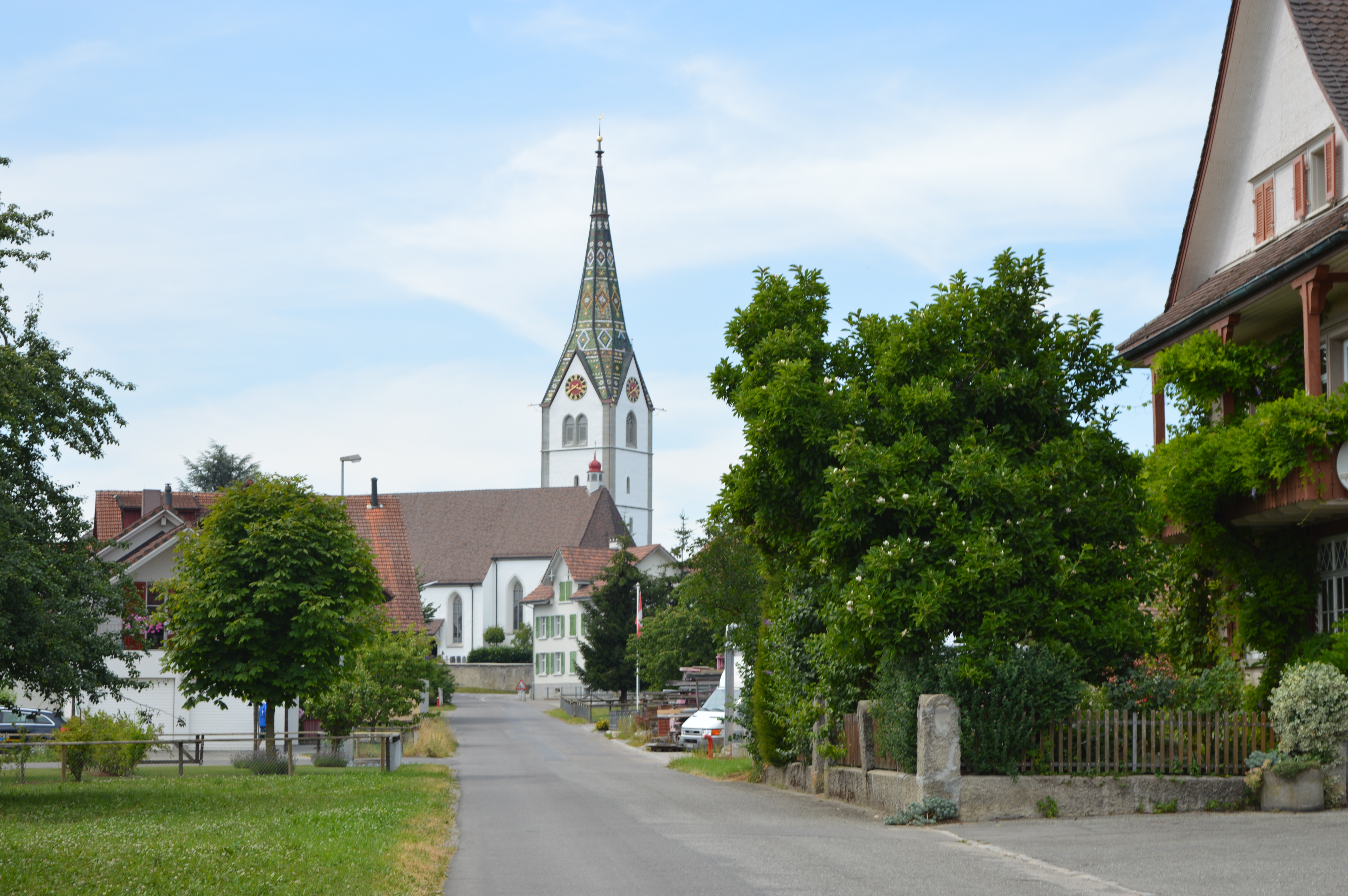
Niedersommeri mit der Kirche St. Mauritius

Die Payer von Hagenwil besassen im 14. Jahrhundert die Herrschaft Niedersommeri, 1451 verkauften sie sie an einheimische Bauern. Von ihnen erwarb die Fürstabtei St. Gallen 1474 die Herrschaft und unterstellte Niedersommeri bis 1798 dem Malefizgericht Sommeri. Die Kirche war um 1400 dem Domkapitel Konstanz inkorporiert. Nach der Reformation herrschte ab 1534 ein kirchliches Simultanverhältnis. Die Kollatur gelangte 1749 im Tausch an die Fürstabtei.
Die Bewohner betrieben Ackerbau, später Obstbau, Vieh- und Milchwirtschaft, eine Käserei ist 1900 erwähnt. Um 1860 bestanden in Niedersommeri einige Handelsfirmen, u. a. ein Mühlenproduktehandel, zudem hielt die Stickerei und Schifflistickerei Einzug, die 1911 80 Arbeiter beschäftigte. Von 1956 bis 1994 gab es eine Polstermöbelfabrik.

## Wappen

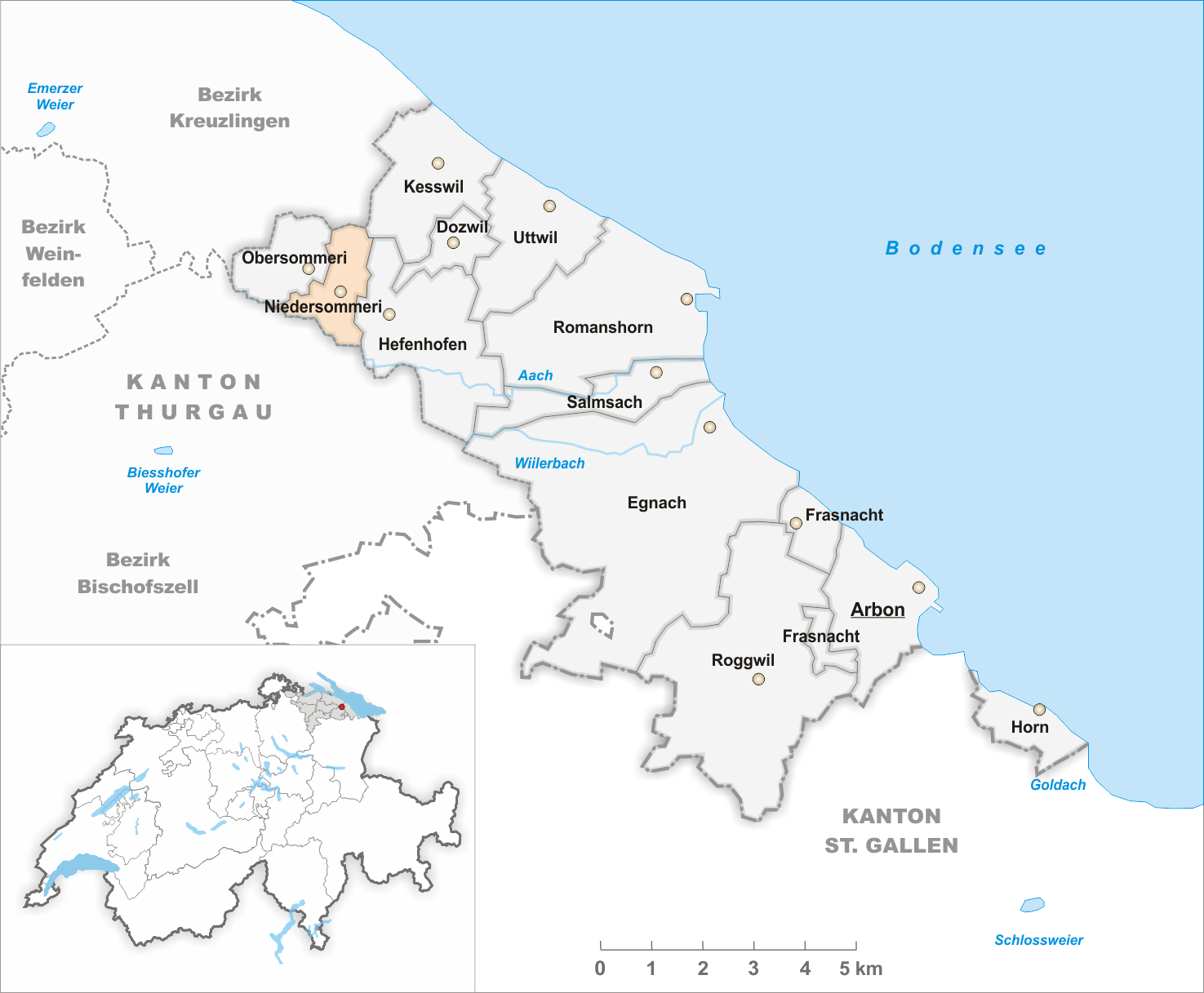
Gemeindestand vor der Fusion im Jahr 1967

Blasonierung: In Schwarz auffliegender gelber Falke.
Der schwarze Falke dient als Sinnbild für Herrschaft, womit auf die verschiedenen Herrschaftsinhaber hingewiesen wird, die im Lauf der Jahrhunderte in Niedersommeri das Sagen hatten.

## Bevölkerung
| Jahr         | 1831  | 1850  | 1900  | 1950  | 1960  | 2010  | 2018  |
| Ortsgemeinde | 205   | 212   | 237   | 310   | 305   |       |       |
| Siedlung     |       |       |       |       |       | 283   | 328   |
| Quelle       | [ 3 ] | [ 3 ] | [ 3 ] | [ 3 ] | [ 3 ] | [ 5 ] | [ 2 ] |